# 泌尿生殖肿瘤
生殖系统肿瘤是指病发于生殖系统的肿瘤。
其种类包括有：
- 女性胸部和生殖器官癌症：乳腺癌、外阴癌、阴道癌、宫颈癌、子宫癌、子宫内膜癌、卵巢癌
- 男性生殖器官癌症：阴茎癌、前列腺癌、睾丸癌
- 泌尿器官癌症：肾细胞癌（英语：Renal cell carcinoma）、膀胱癌